# 神島二郎
神島 二郎（かみしま じろう、1918年4月18日 - 1998年4月5日）は、日本の政治学者。専門は日本政治思想史。立教大学名誉教授。

## 略歴
東京市四谷区四谷左門町（現・東京都新宿区左門町）生まれる。砧小学校、国士舘中学校を卒業。
1942年に第一高等学校文科乙類を卒業後、東京帝国大学法学部政治学科に入学するが、1943年4月から12月にかけて東部第六部隊に所属。1944年1月から8月まで仙台予備士官学校に配属され、1944年12月から1945年9月までフィリピン方面軍特別情報部。
1946年1月に復員。1947年に東京大学（旧制）法学部を卒業後、大学院特別研究生となる（1949年に修了）。
1950年に国立国会図書館嘱託、主事、調査員。1954年に明治大学短期大学講師。1958年に立教大学嘱託となるが、翌1959年に同大学法学部教授。1961年に「近代日本の精神構造」で（法学博士（東京大学）の学位を取得。1973年に立教大学法学部長（-1975年）1980年に日本政治学会理事長（-1982年）。
1984年に立教大学を定年退職、同名誉教授、立正大学教授。1986年に立正大学熊谷図書館長。1989年に立正大学を定年退任。
1998年に脳梗塞のため死去

## 業績
丸山眞男と柳田國男に師事し、両者の業績（丸山政治学と柳田民俗学）を架橋した「神島学」を創出したと言われる。戦争に敗れた衝撃から、近代日本の歩んだ道筋を追究した。神島が提唱した「第二のムラ」という概念は、近代日本史を解くキーワードの一つと評価されている。

### 第二のムラ
丸山の天皇制ファシズム批判と柳田の民俗学の成果を生かし、近代日本全体を貫いた思想・行動の原理を明らかにしようとした労作『近代日本の精神構造』の中で神山は「第二のムラ」の概念を提唱している。これは村落共同体（本来のムラ=第一のムラ）の原理にならった擬似的な共同体であり、具体的には藩閥（例：長州閥）、学閥（例：東大閥）などを指す。第一のムラは農業生産を基盤とし、祭りを中心にした秩序があるが、第二のムラに生産的な基盤はなく、同郷・同窓などのノスタルジーを基にした結合である。近代日本では社会の指導者層は藩閥や学閥などの「第二のムラ」を秩序原理としており、健全な市民社会が育たなかった。一方、「出世民主主義」が社会を覆い、有為な人材の多くが都会へ出てしまうと、実質的に日本を支えていた村落共同体は崩壊していった。こうした状況で、恐慌や国際情勢の悪化に対応することが要請されると、もはや秩序を支えるものは天皇制以外にはなかった、としてファシズムから敗戦に至る日本の悲劇を語っている。
家永三郎は書評の中で、「本文より注が多い」「造語が多すぎる」と感想を述べているほか、「内容は全く理解できなかった」と告白している。

## 人物

### 故神島二郎教授旧蔵書
立教大学に所蔵される神島二郎の旧蔵資料は、1731冊からなる蔵書であるが、コレクションとしてのまとまりで保管されておらず、一般図書は他の蔵書とともに配架されている。所蔵リストは立教大学図書館閲覧課で確認することができる。

### 結婚
1968年に丸山眞男の媒酌で結婚。いわゆる晩婚であり、結婚したのは『日本人の結婚観』をまとめた後である。

## 主な著作
- 『近代日本の精神構造』岩波書店、1961年
- 『結婚観の変遷：日本文化研究第9巻』新潮社、1961年、後に増補し『日本人の結婚観』と改題。講談社学術文庫など
- 『文明の考現学：<原日本>を求めて』東京大学出版会、1971年、新装版2013年
- 『常民の政治学』伝統と現代社、1972年、後に講談社学術文庫
- 『国家目標の発見』中公叢書、1972年
- 『日本人の発想』講談社現代新書、1975年、後に講談社学術文庫（1989年)
- 『政治の世界：一政治学者の模索』朝日選書、1977年
- 『人心の政治学』評論社、1977年
- 『政治をみる眼』NHKブックス、1979年
- 『日常性の政治学：身近に自立の拠点を求めて』筑摩書房、1982年
- 『磁場の政治学：政治を動かすもの』岩波書店、1982年
- 『転換期日本の底流』中公叢書、1990年